# 33594 Ralphlawton
33594 Ralphlawton este o planetă minoră (asteroid) din centura de asteroizi. A fost descoperită pe 10 mai 1999 la Experimental Test Site⁠(d) de Lincoln Near-Earth Asteroid Research. 
Obiectul prezintă o orbită caracterizată de o semiaxă mare de 2,4882276 UAi, o excentricitate de 0,19, o înclinație de 7,78425 ° în raport cu ecliptica.